# Francesc Xavier Molina Arias
Francesc Xavier Molina Arias (Tarragona, España, 19 de julio de 1986) es un futbolista español que juega como centrocampista en el Reus F. C. Reddis.

## Trayectoria
En sus etapas como jugador no profesional, jugó en La Canonja, equipo de su ciudad natal, y Reus Deportiu, donde debutó en el primer equipo asoliendo la profesionalidad, a la vez que jugó cedido en la Rapitenca. Más adelante, jugó en el Alcoyano, donde consiguió un ascenso a Segunda División. Cuando este descendió junto con el Nàstic la temporada pasada, Molina se marchó a las Islas Baleares para defender el escudo del Atlético Baleares, donde jugó treinta y seis partidos y marcó 4 goles. En 2013 el Gimnàstic de Tarragona hizo oficial la incorporación del jugador.
Tras pasar por el fútbol belga, se incorporó al Córdoba C. F. en septiembre de 2019. En este equipo estuvo dos temporadas antes de volver al fútbol catalán con el C. F. Badalona, donde jugó un año antes de unirse al C. F. Badalona Futur. Allí también permaneció una campaña y en agosto de 2023 fichó por el Reus F. C. Reddis.

## Clubes
| Club                        | País    | Año       |
| --------------------------- | ------- | --------- |
| C. F. Reus Deportiu         | España  | 2005-2009 |
| U. E. Rapitenca (cedido)    | España  | 2006-2008 |
| C. D. Alcoyano              | España  | 2009-2012 |
| C. D. Atlético Baleares     | España  | 2012-2013 |
| Club Gimnàstic de Tarragona | España  | 2013-2018 |
| K. A. S. Eupen              | Bélgica | 2018-2019 |
| Córdoba C. F.               | España  | 2019-2021 |
| C. F. Badalona              | España  | 2021-2022 |
| C. F. Badalona Futur        | España  | 2022-2023 |
| Reus F. C. Reddis           | España  | 2023-     |